# Dolopathos
Der Dolopathos ist ein ursprünglich in mittellateinischer Sprache verfasster Roman aus dem späten 12. Jahrhundert.

## Autor und Entstehung
Der ursprüngliche Verfasser ist ein ansonsten unbekannter Zisterziensermönch aus der Abtei von Haute-Seille, der sich (nach dem Namen seines Klosters) Johannes de Alta Silva benennt. In der Praefatiuncula (Vorwort) widmet er sein Werk dem Bischof Bertrand von Metz, dessen dortiges Episkopat von 1179 bis 1212 währte. Johannes selbst betitelt sein Werk opusculum de rege et septem sapientibus (‚Büchlein vom König und den sieben Weisen‘).
Schon bald nach seinem Erscheinen wurde es von Herbert, einem eleganten Dichter am Hofe Philipps II. (gest. 1223), umgearbeitet, und unter dem Titel Li romans de Dolopathos in altfranzösische Reime (insgesamt 12901 Achtsilbler) gesetzt.
Das Werk stellt eine eigentümliche Bearbeitung der Historia septem sapientum dar und geht somit auf einschlägige orientalische Quellen, bzw. deren griechische oder lateinische Übersetzung, zurück. Allerdings weist der Dolopathos gegenüber diesen Quellen beträchtliche Unterschiede auf, sowohl was die Rahmenhandlung, als auch was einige der Binnenerzählungen betrifft, die sonst aus keiner anderen Version der Historia septem sapientum bekannt sind. Johannes selbst berichtet im kurzen Nachwort, dass er diese Geschichten non ut vista sed ut audita aufgeschrieben habe, also nicht wie er sie selbst gesehen, sondern so, wie er davon gehört habe. Hieraus wurde gelegentlich geschlossen, dass diese Erzählungen auf mündliche Überlieferungen, etwa durch heimkehrende Kreuzfahrer, zurückgegangen sein könnten. Die Berufung auf Hörensagen ist jedoch ein in der mittelalterlichen Literatur durchaus gängiges Motiv, wenn es darum geht, eine literarische Fiktion zu verschleiern.

## Inhalt
Die Rahmenerzählung spielt im antiken Sizilien zur Zeit der Regentschaft des Kaisers Augustus. Titelheld ist der (anachronistisch) als „König“ von Sizilien bezeichnete Dolopathos, eigentlicher Protagonist aber dessen Sohn und Erbe Lucinius. Der Vater, der selbst nur den schlichten Geist eines Soldaten besitzt, und dessen Bildung sich auf die Kenntnis höfischer Umgangsformen beschränkt, vertraut die Erziehung des jungen Prinzen dem weisesten Mann jener Zeit an – das ist, einem mittelalterlichen Topos folgend, der Dichter-Philosoph Vergil. Nach einer Zeit eremitischer Unterweisung kehrt Lucinius an die ihm fremd gewordene Welt des Hofes zurück, wo der junge Mann zudem sogleich die erotischen Begehrlichkeiten der dort versammelten Damen erweckt, sich aber in asketischer Standhaftigkeit bewährt. Nachdem er jedoch seine Stiefmutter, die ihm ebenfalls nachstellt, zurückweist, sinnt diese auf Rache, und bezichtigt ihn (wie im biblischen Motiv von Josef und Potifars Weib) der versuchten Vergewaltigung. Lucinius wird, unter der Strafdrohung des Feuertodes, vor ein Gericht gestellt, das von seinem Vater und dessen Hofadel gebildet wird. Als eine letzte Prüfung seiner Selbstbeherrschung wurde Lucinius jedoch von seinem Lehrer Vergil für die Dauer einer Woche ein Schweigegelübde auferlegt, so dass er sich, in seinem Gehorsam gegen dieses Gebot, nicht selbst verteidigen kann, was als Eingeständnis seiner Schuld zu gelten scheint. An jedem Tag dieser Woche taucht jedoch nun aus den verschiedensten Weltgegenden einer der sieben weisen Männer Roms auf, um an seiner statt zu sprechen und eine lehrreiche Geschichte zu erzählen, die sich in teils direkter, teils umwegiger Weise auf den zugrundeliegenden Sachverhalt und die damit verbundenen Rechtsfragen bezieht, woraufhin das Urteil und die Exekution der Todesstrafe jeweils auf den nächsten Tag verschoben wird.
Nach Ablauf dieser Woche enthüllt schließlich Vergil den wahren Hergang der Dinge, woraufhin die Stiefmutter – und mit ihr alle Damen des Hofes – dem Lucinius zugedachten Tod auf dem Scheiterhaufen überantwortet werden. In dieser vom weiblichen Element „bereinigten“ Hofgesellschaft regieren Dolopathos, Lucinius und Vergil dann gemeinsam über ein glückliches Sizilien. Als schließlich der Vater und der alte Lehrer sterben, scheint der Augenblick für Lucinius gekommen, die Regentschaft allein zu übernehmen. Zu dieser Zeit aber kommt ein christlicher Prediger nach Sizilien, der Lucinius in den grundsätzlichen Lehren des neuen Glaubens unterweist. Am Ende verzichtet Lucinius auf den Thron und folgt seinem neuen Meister auf einer Pilgerfahrt in das Heilige Land.

## Erzählstruktur und literarische Wirkung
Trotz der erhöhten Bedeutung, die Johannes de Alta Silva der Rahmenerzählung gegenüber früheren Varianten der Historia septem sapientum durch das Motiv der Bekehrung des Lucinius gegeben hat, beruht der eigentliche Schwerpunkt dieses ‚Romans‘ auf den Binnenerzählungen, und ihrer geschickten Verknüpfung sowohl untereinander wie zum Geschehen der Haupthandlung. Hierin weist der Dolopathos über sein orientalisches Vorbild auf die Erzählungen der Tausendundeinen Nacht zurück und sollte schließlich deren kunstvolle Entfaltung narrativer Strukturen an die abendländische Literatur vermitteln.
Giovanni Boccaccio hat in sein Decamerone nicht nur drei Binnenerzählungen aus dem Dolopathos unmittelbar übernommen, sondern eben auch das grundlegende – und literaturhistorisch dann so folgenreiche – Modell einer lockeren und zugleich stimmigen Verknüpfung einzelner Geschichten innerhalb einer umfassenden Rahmenhandlung. Insofern kann der Dolopathos als der historische Prototyp für die hohe Kunste der italienischen Renaissance-Novellistik gelten. 